# Гіл'єрме Піна
Гіл'єрме Піна (порт. Guilherme Pina, 21 липня 1998) — португальський плавець. Учасник Чемпіонату світу з водних видів спорту 2017, де в попередніх запливах на дистанції 1500 метрів вільним стилем посів 28-ме місце і не потрапив до фіналу.